# Trasacco
Trasacco är en ort och kommun i provinsen L'Aquila i regionen Abruzzo i Italien. Kommunen hade 6 133 invånare (2018).